# Campo San Salvador
Campo San Salvador è un campo di Venezia, situato a pochi passi da Campo San Bartolomeo, dalla casa natale di Giacinto Gallina e dal Ponte di Rialto.

## Storia

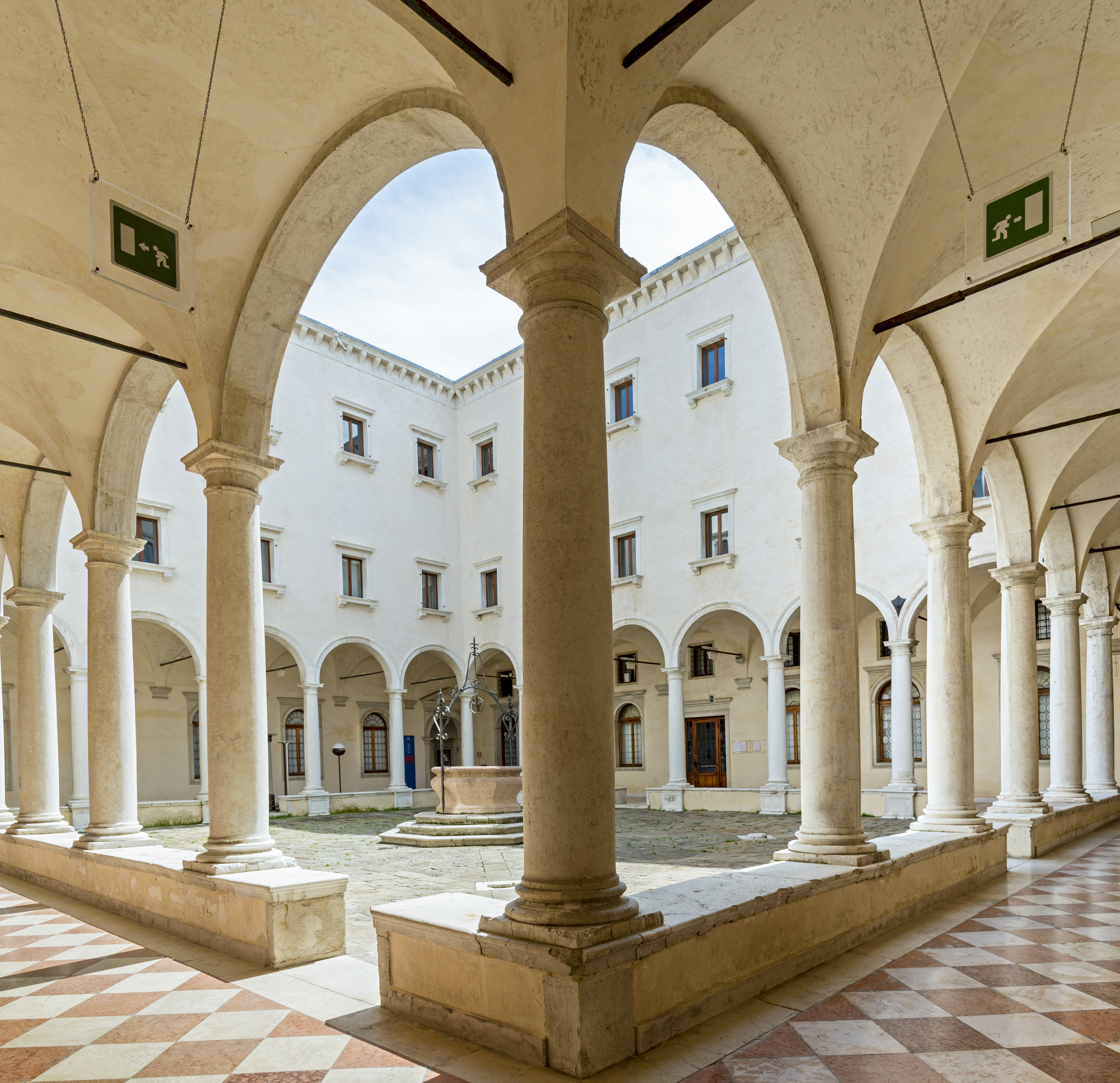
Il chiostro di San Salvador

Si narra che in questo campo vi era un pozzo profondo con una vasca d'acqua dove i viandanti erano soliti legare i propri cavalli per abbeverarli in quanto con un decreto datato 29 febbraio 1287 M.V. era proibito percorrere la Merceria in sella ai cavalli.
La chiesa di San Salvador ha origini antichissime e fu fatta innalzare dalle famiglie Carosii e Gattolosi (si pensa per esortazione di San Magno). Il pavimento all'origine probabilmente era formato da grate di ferro sotto le quali scorreva l'acqua, come nella chiesa del Santo Sepolcro in Gerusalemme. Fu costruita per il prospero ordine dei Canonici Augustiniani regolari. La facciata (1663) di Giuseppe Sardi non è di notevole pregio, ma l'interno (1505-1534) è uno dei più originali tra le chiese rinascimentali italiane. La pianta di Giorgio Spavento, fu realizzata dopo la sua morte avvenuta nel 1509 da Tullio Lombardo e portata a termine da Jacopo Sansovino.
Presso la chiesa di San Salvador Marco Giustinian, uno del consiglio del X, durante il giovedì grasso del 1579, fu gravemente ferito al capo da una maschera al punto da morire poco tempo dopo.
Nel giovedì grasso dell'anno 1602, Nicolò Moro q. Santo venne ucciso da tre patrizi della stessa contrada nel tentativo di impedire il rapimento di una dama.

## Descrizione

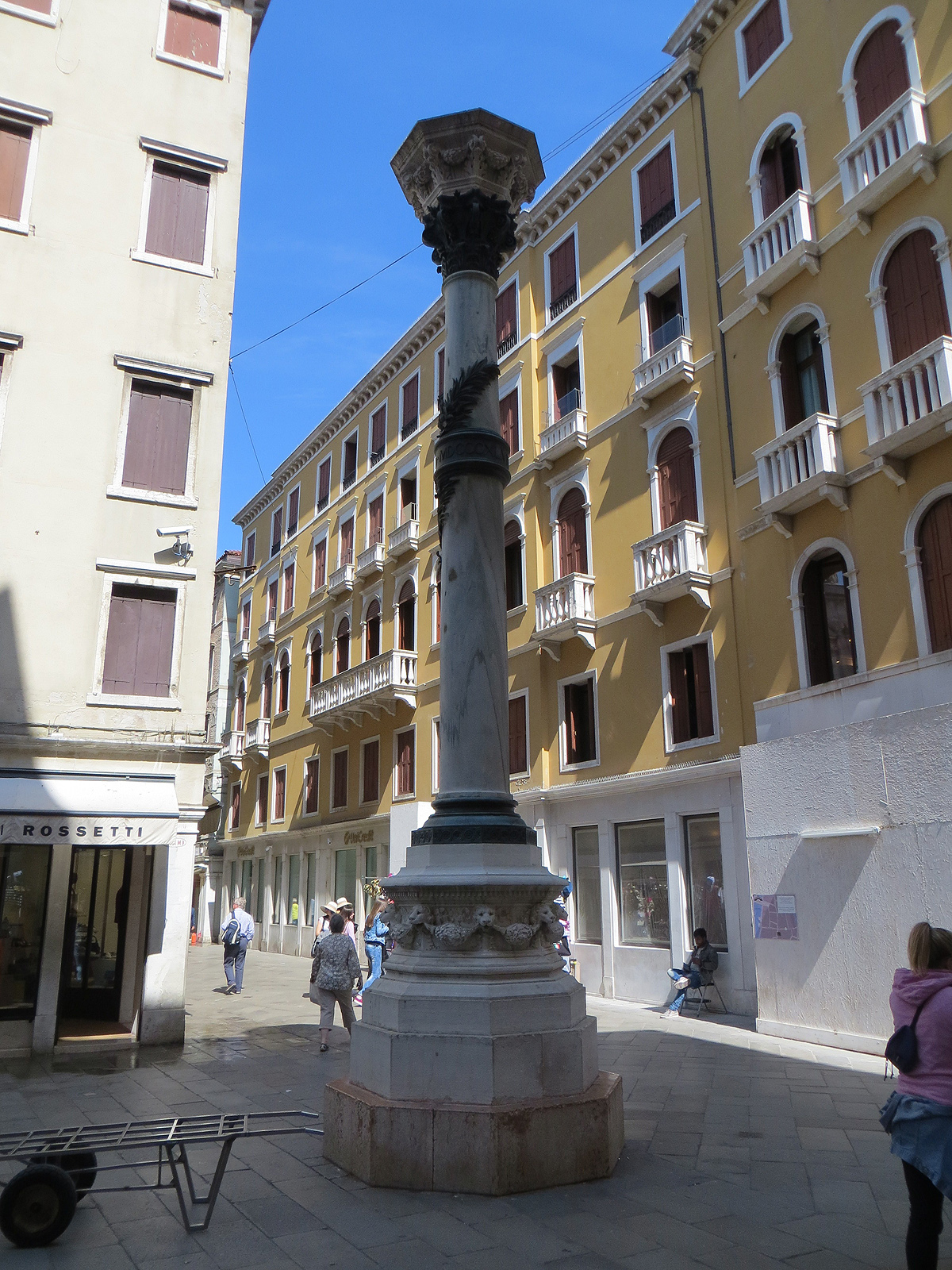
Colonna commemorativa dei moti del 1848-49

Piccolo spazio perlopiù di transito nel percorso Rialto-San Marco o Rialto-Accademia, il campo tuttavia merita la sosta di chi vi passa, al fine di ammirare la facciata della chiesa di San Salvador e, attraverso la porta del palazzo adiacente alla chiesa, il relativo chiostro. Nel campo vi è inoltre la Scuola Grande di San Teodoro.
Nel campo è presente una colonna commemorativa dei moti avvenuti a Venezia nel 1848-1849 durante la Prima guerra di indipendenza. La colonna è in marmo rosso di Verona e pietra d'Istria con decorazioni in bronzo.